# 岩村 (岐阜県)
岩村（いわむら）は、岐阜県稲葉郡にあった村である。
現在の岐阜市東部の一部であり、現在の地名では岩田西、岩田東、岩田坂、岩滝西、岩滝東である。
岐阜市に編入後、この地域は1970年代以降に大規模な宅地造成が行われている。

## 歴史
- 江戸時代、この地域は各務郡であり、天領（岩田村）と高富藩（岩滝村）であった。
- 1897年（明治30年）4月1日[1] - 各務郡、厚見郡、方県郡（一部）が合併し、稲葉郡となる。
- 1897年（明治30年）4月1日 - 稲葉郡岩田村と岩瀧村が合併し岩村になる。
- 1950年（昭和25年）12月10日 - 岐阜市に編入され、岩村は消滅する[2]。

## 教育
- 岩村立岩小学校（現・岐阜市立岩小学校）
- 稲葉郡学校組合立藍川中学校 ※所在地は芥見村。

## 交通機関
- 名古屋鉄道美濃町線
  - 岩田駅

## 観光など
- 伊波乃西神社